# Окадзакі (Айті)

Окадза́кі (яп. 岡崎市, おかざきし, МФА: [okad͡zakʲi̥ ɕi]?) — місто в Японії, в префектурі Айті. Розташоване в південній частині префектури. Входить до списку центральних міст Японії.  Виникло на основі середньовічного призамкового містечка самурайського роду Мацудайра. В ранньому новому часі належало роду Хонда, особистим васалам сьоґунів Токуґава.. Отримало статус міста 1916 року. Площа становить 387,24 км². Станом на 1 серпня 2011 року населення складало 373 339  осіб, густота населення — 964 осіб/км².  Основою економіки є сільське господарство, текстильна промисловість, автомобілебудування, машинобудування, комерція, туризм. Традиційні ремесла — виробництво мікавського місо. В місті розташовані замок Окадзакі, синтоїстське святилище Іґа-Хатіман, буддистські монастирі Дайдзюдзі та Сінпукудзі. 

## Уродженці
- Токуґава Ієясу — політик, полководець, засновник сьоґунату Токуґава.
- Маяті Рьо (1992) — японський футболіст, нападник, фланговий півзахисник.